# Данилов, Олег Даниилович
Оле́г Дании́лович Дани́лов (26 октября 1949, Ленинград — 2 января 2021, Минск) — советский и российский писатель, сценарист, драматург, редактор.

## Биография
Олег Данилов родился в Ленинграде. Отец — историк Даниил Натанович Альшиц. В 1971 году окончил экономический факультет Ленинградского кораблестроительного института.
Работал редактором к/с «Голос» («Ленфильм») и завлитом Театра комедии им. Акимова.
Автор пьес «Три пишем — два в уме», «Мы идём смотреть „Чапаева“», «Подари мне лунный свет», «Четвертая планета» и др.
В 1994 году Олег Данилов получил премию им. А. Пиотровского за лучший сценарий (фильм «Ты у меня одна») на конкурсе профессиональной премии киностудии «Ленфильм».
Скончался 1 января 2021 года от COVID-19.
О смерти сценариста сообщил режиссёр Дмитрий Астрахан, снявший по сценариям Данилова все свои фильмы:
| Сегодня ушёл из жизни мой близкий друг, большой художник, автор сценариев всех моих фильмов, драматург и сценарист Олег Данилов. Сложно принять и осознать эту потерю. Светлая память об Олеге Данииловиче навсегда сохранится в сердцах его друзей, коллег и многочисленных поклонников. |

Прощание и похороны состоялись 7 января 2021 года на Еврейском кладбище Санкт-Петербурга.

## Книги
- «...Именем закона!», Ленинград, издательство «Детская литература», 1990 г.

## Фильмография
Роли в кино
- 1993 — Ты у меня одна — судья на боксе (нет в титрах)

Сценарист
- 2021 — Жизнь после жизни (Беларусь, Россия, в производстве)
- 2018 — Игра
- 2016 — Любовь без правил
- 2013 — Деточки
- 2010 — Ночной таверны огонёк
- 2008 — На свете живут добрые и хорошие люди
- 2007 — Всё по-честному
- 2005 — Воскресенье в женской бане
- 2004 — Фабрика грез
- 2004 — Тёмная ночь
- 2003 — Тартарен из Тараскона
- 2002 — Леди на день
- 2001 — Подари мне лунный свет (Беларусь, Россия)
- 2001 — Жёлтый карлик
- 2000 — Алхимики (Беларусь)
- 1998 — Перекресток (Беларусь)
- 1998 — Контракт со смертью
- 1998 — Зал ожидания (Беларусь)
- 1996 — Из ада в ад | From Hell to Hell (Беларусь, Германия, Россия)
- 1995 — Четвёртая планета
- 1995 — Всё будет хорошо
- 1993 — Ты у меня одна
- 1991 — Изыди!